# 田口政五郎
田口 政五郎（たぐち まさごろう、1894年（明治27年）2月3日 - 1964年（昭和39年）2月8日）は、大正末から昭和期の実業家、政治家。参議院議員（1期）、兵庫県明石市長、同明石郡垂水村長、同垂水町長。

## 経歴
兵庫県明石郡、のちの明石市で生まれる。1919年（大正8年）東京帝国大学経済学部を卒業した。
1923年（大正12年）兵庫県会議員に選出された。その後、垂水村長、垂水町長（2期）を務めた。1947年（昭和22年）4月の第1回参議院議員通常選挙で兵庫県地方区から民主党公認で出馬して当選（補欠、任期3年）した。次の第2回通常選挙には出馬せず、参議院議員に1期在任した。この間、第3次吉田内閣大蔵政務次官などを務めた。
1951年（昭和26年）4月、明石市長選挙に出馬し現職の辻猛に勝って当選した。厳しい財政状況のため、1952年（昭和27年）に機構改革と行政整理を実施した。同年、市長のリコール運動が起こったが法定数に達せず不成立となった。1954年（昭和29年）4月6日には明石公園に昭和天皇、香淳皇后の行幸啓があり、戦災復興状況などの説明を行った。
また、同年には神戸市から合併の申し入れを受ける。田口は市の財政状況から合併に応ずる意向であったが、市民の反対運動が盛り上がり、同年12月24日の明石市議会で住民投票の実施が可決された。このため田口は市政混乱の責任を取り1955年（昭和30年）2月3日に市長を辞職した。
その他、江井ヶ嶋酒造取締役、同副社長、兵庫県酒販興会社社長などを務めた。
1964年（昭和39年）2月8日死去、70歳。死没日をもって勲二等旭日小綬章追贈、正五位に叙される。